# کیرشایم (فرانکن سفلی)
کیرشایم (به آلمانی: Kirchheim) یک شهر در آلمان است که در Würzburg واقع شده‌است.